# Eurytoma ermolenkoi
Eurytoma ermolenkoi är en stekelart som beskrevs av Zerova 1984. Eurytoma ermolenkoi ingår i släktet Eurytoma och familjen kragglanssteklar.
Artens utbredningsområde är Armenien. Inga underarter finns listade i Catalogue of Life.